# Takahiro Sasaki (Fußballspieler)
Takahiro Sasaki (jap. 佐々木 崇浩, Sasaki Takahiro; * 25. September 1974 in der Präfektur Tokio) ist ein ehemaliger japanischer Fußballspieler.

## Karriere
Sasaki erlernte das Fußballspielen in der Universitätsmannschaft der Waseda-Universität. Seinen ersten Vertrag unterschrieb er 1997 bei Cerezo Osaka. Der Verein spielte in der höchsten Liga des Landes, der J1 League. Für den Verein absolvierte er acht Erstligaspiele. Ende 1998 beendete er seine Karriere als Fußballspieler.